# Кохір Расулзада
Кохір Расулзада (тадж. Қоҳир Расулзода, до травня 2007 року — Абдукохір Абдурасуловч Назіров (тадж. Абдуқоҳир Абдурасулович Назиров); нар. 8 березня 1961, Хунджандський район, Ленінабадська область, Таджицька РСР) — таджицький політичний діяч, 8-й прем'єр-міністр Таджикистана, призначений 23 листопада 2013 року.

## Біографія
Абдукохір Назіров народився 8 березня 1961 року у кишлаку Кістакуз (на початок ХХІ сторіччя джамоати Кістакуз) Худжанського району Ленінабадської області Таджикистану.
У 1982 році закінчив Сільськогосподарський інститут Таджикистану (на початок ХХІ сторіччя Таджицький Аграрний університет) за фахом «інженер-гідротехнік», після чого почав трудову діяльність техніком-контролером будівельної лабораторії об'єднання «Таджикирсовхозстрой» розташованого у місті Ленінабад. Потім Назіров працював на посаді інженера виробничого відділу, головного інженера, начальника ПМК-4, начальника підприємства «Таджикирсовхозстрой».
З січня 2000 року по грудень 2006 року обіймав посаду міністра меліорації і водного господарства Республіки Таджикистан.
В 2008 році закінчив Академію державної служби при Президенті Російської Федерації. Має вчений ступінь кандидата технічних наук.
Наказом Президента Республіки Таджикистан від 2 грудня 2006 року призначений виконувачем обов'язків голови Согдійської області. З 27 лютого 2007 року по 23 листопада 2013 року був головою Согдійської області.
У травні 2007 року Абдукохір Абдурасулович Назіров змінив ім'я на Кохір Расулзада.
У грудні 2007 року і вдруге в квітні 2010 року обраний першим заступником Голови Національної Ради Меджліс Олі Таджикистану.
23 листопада 2013 року Кохір Расулзада призначений прем'єр-міністром Таджикистану, змінивши на цій посаді Окіла Окілова.